# The Dickies
The Dickies, američki Punk sastav, osnovan 1977., članovi sastava su Leonard Graves Phillips (vokal), Stan Lee (gitara), Little Dave Teague (gitara), Rick Dasher (bas-gitara) i Travis Johnson (bubnjevi). The Dickies su najstariji još aktivni punk sastav.

## Diskografija

#### Albumi
1. The Incredible Shrinking Dickies (1979, A&M)
2. Dawn Of The Dickies (1979, A&M)
3. Stukas Over Disneyland (1983, PVC, Closer)
4. We Aren't The World - live (1986, Roir)
5. Killer Clowns from outer Space (1988, Enigma)
6. Great Dictiations (1989, A&M)
7. Second Coming (1989, Enigma)
8. Locked'n'Loaded (1991, Receiver)
9. Idjit Savant (1994, Triple X Records)
10. Dogs from the Hare That Bit Us (1998, Triple X Records)
11. Still Got Live Even If You Don't Want It (1999, Roir)
12. All This And Puppet Stew (2001, Fat Wreck Chords)
13. Punk Singles Collection (2002, Spectrum Music)
14. Live In London (2002, Castle Music)

#### Singlovi
- "Silent Night" (1978.) - VB #47
- "Eve Of Destruction" (1978.)
- "Give It Back" (1978.)
- "Banana Splits (Tra La La Song)" (1979.) - VB #7
- "Paranoid" (1979.) - VB #45
- "Nights In White Satin" (1979.) - VB #39
- "Manny, Moe And Jack" (1979.)
- "Fan Mail" (1980.) - VB #57
- "Gigantor" (1980.) - VB #72
- "Killer Klowns" (1986.)
- "Just Say Yes" (1994.)
- "Roadkill" (1994.)
- "Make It So" (1996.)
- "My Pop The Cop" (1998.)
- "Free Willy" (2001.)

## Vanjske poveznice
- Službene stranice